# 台北捷運内湖線

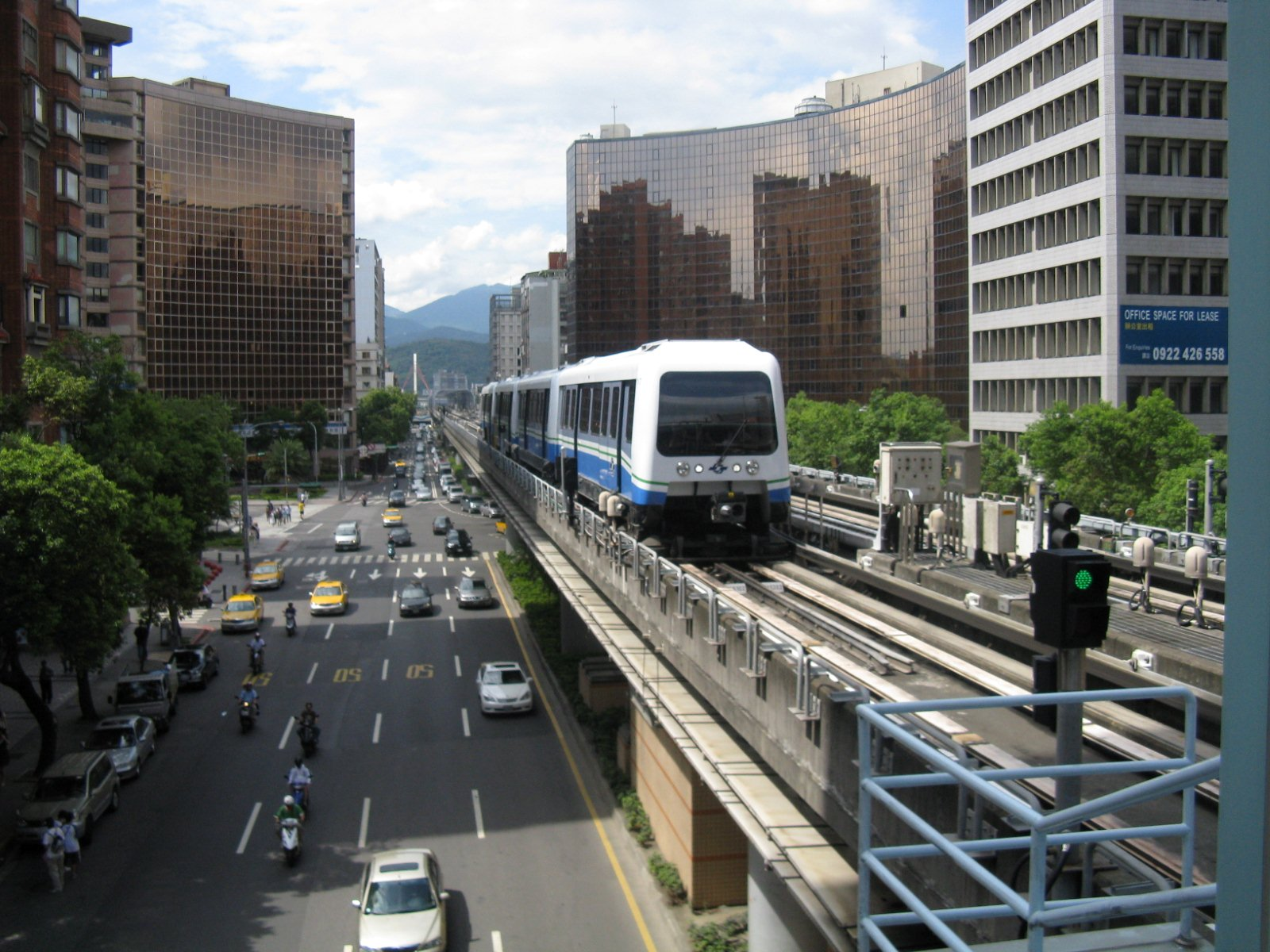
内湖線の台北捷運CITYFLO650型電聯車（中山国中駅台北松山空港方にて）

内湖線（ないこせん）は、台湾台北市中心部から台北松山空港や内湖地区を経由して南港地区へ向かう台北捷運の路線。2009年7月4日に開業した、木柵線と同じく新交通システムで、■文湖線として相互直通運転している。

## 路線データ
- 駅数：13
- 軌間：1,880 mm
- 電気方式：直流750 V（第三軌条方式）
- 複線区間：全線
- 地下区間：剣南路駅 - 中山国中駅直前
- 高架区間：南港展覧館駅 - 剣南路駅、中山国中駅付近
- 走行方向：右側通行

## 運賃
全線の料金はNT$20~NT$35であるが、2009年7月25日 - 2010年6月30日に悠遊カードで利用すると、36%引き (NT$12 - NT$22) の特別割引を受けることができた（通常の悠遊カード利用時の割引率は20%であった(現在は利用回数によるキャッシュバックシステムに移行)）。

### 区間運賃
| 中山国中 |          |          |          |          |          |          |          |          |          |          |              |              |
| 20       | 松山機場 | 松山機場 | 松山機場 | 松山機場 | 松山機場 | 松山機場 | 松山機場 | 松山機場 | 松山機場 | 松山機場 | 松山機場     | 松山機場     |
| 20       | 20       | 大直     | 大直     | 大直     | 大直     | 大直     | 大直     | 大直     | 大直     | 大直     | 大直         | 大直         |
| 25       | 20       | 20       | 剣南路   | 剣南路   | 剣南路   | 剣南路   | 剣南路   | 剣南路   | 剣南路   | 剣南路   | 剣南路       | 剣南路       |
| 25       | 25       | 20       | 20       | 西湖     | 西湖     | 西湖     | 西湖     | 西湖     | 西湖     | 西湖     | 西湖         | 西湖         |
| 25       | 25       | 20       | 20       | 20       | 港墘     | 港墘     | 港墘     | 港墘     | 港墘     | 港墘     | 港墘         | 港墘         |
| 30       | 25       | 20       | 20       | 20       | 20       | 文徳     | 文徳     | 文徳     | 文徳     | 文徳     | 文徳         | 文徳         |
| 30       | 30       | 25       | 20       | 20       | 20       | 20       | 内湖     | 内湖     | 内湖     | 内湖     | 内湖         | 内湖         |
| 30       | 30       | 25       | 25       | 20       | 20       | 20       | 20       | 大湖公園 | 大湖公園 | 大湖公園 | 大湖公園     | 大湖公園     |
| 35       | 30       | 30       | 25       | 25       | 20       | 20       | 20       | 20       | 葫洲     | 葫洲     | 葫洲         | 葫洲         |
| 30       | 35       | 30       | 25       | 25       | 25       | 20       | 20       | 20       | 20       | 東湖     | 東湖         | 東湖         |
| 30       | 35       | 30       | 30       | 25       | 25       | 25       | 20       | 20       | 20       | 20       | 南港軟体園区 | 南港軟体園区 |
| 30       | 30       | 30       | 30       | 25       | 25       | 25       | 25       | 20       | 20       | 20       | 20           | 南港展覧館   |

## 沿革
内湖線は木柵線と同様に中規模の旅客輸送を想定し、路線の大部分が高架式で計画された。当初は沿線住民より大規模輸送が可能な地下方式での建設要望が提出されたが、建設コストと線路予定地の問題から政府側より反対意見が出された。
その後2000年に台北市議会が正式に高架式中規模輸送手段としての内湖線の建設を決定、2001年8月1日には松山機場駅が追加され、現在の建設計画が確定した。
しかし内湖地区の地下配管が複雑であること、事前の地質調査よりも軟弱な地盤であった事が後日判明する等の問題が生じ、当初の2008年開業予定を2009年7月に延期して開業した。
- 1990年4月7日 - 内湖線11箇所の駅位置及び路線が確定
- 1992年2月21日 - 行政院公共工程督導会が南港経貿園区に2駅設置することを承認
- 1993年:行政院による計画認可を受ける
- 1993年6月30日 - 捷運局が台北松山空港への公共輸送についての調査、その後松山機場駅計画が否決される
- 1993年8月20日 - 捷運局より1994年中に着工、1998年の開通計画を発表
- 1993年9月28日 - 木柵線にて火災事故発生、交通部が内湖線の全ての作業の中止を指示
- 1993年10月9日 - 代理捷運局長廖慶隆により内湖線の中規模輸送計画の破棄と大規模輸送への昇格を発表、捷運局進による民間意見調査を開始
- 1993年12月18日 - 廖慶隆は台北市議会議長陳健治（内湖区選出）及び市長黄大洲に大中規模輸送計画の詳細を報告。陳健治が大規模輸送計画の支持を表明
- 1994年1月8日 - 黄大洲より中規模輸送計画支持の表明
- 1994年8月23日 - 捷運局が内湖線の中規模輸送計画の採用を表明。住民による大規模輸送計画への変更運動が行なわれる。
- 1995年1月23日 - 捷運局長鄧乃光がマトラー方式の採用を表明
- 1995年5月6日 - 陳水扁市長より輸送規模問題を技術問題に限定するよう指示が出される
- 1996年5月 - 内湖線に関する公聴会を6回開催。大規模輸送方式への支持という結果が出される。
- 1996年7月 - 台北市が住民との意見調整を行う
- 1997年4月16日 - 台北市議会が大規模輸送方式の採用を条件に予算凍結を解除。林陵三捷運局長もこれに同意する。
- 1999年5月:再度公聴会を3回開催するも、大規模輸送方式の採用が主流となる。
- 2000年5月10日 - 台北市政会議で内湖線の建設計画を元来の中規模輸送計画として決定。
- 2000年6月20日 - 台北市政府より建設に関するパンフレットを作成し住民に配布
- 2000年8月15日 - 捷運局による住民説明会、結果内湖地区住民の67.2%が中規模輸送方式を支持。
- 2001年1月9日 - 台北市臨時議会が27対17票で高架式中規模輸送とすることで議決
- 2001年9月26日 - 内湖線の全12駅駅名が決定
- 2003年4月23日 - 工事業者の入札で工信工程公司が落札
- 2003年6月15日 - 内湖線が正式着工
- 2006年5月26日 - 馬英九市長が開業延期を発表
- 2006年12月26日 - 郝龍斌市長も開業延期を発表
- 2009年3月31日 - 台北捷運公司による試験運転開始
- 2009年6月16日 - 内湖線開業日発表
- 2009年7月4日 - 内湖線全線開業、木柵線と直通運転開始。
- 2009年8月22日 - 23日、29 - 30日 - 運行管理システム点検のために、終日運行休止。
- 2009年10月8日 - 木柵線を文山線に改称と共に、文山内湖線の一部となる[3]。

## 駅一覧
| 駅番号                      | 駅名              | 駅名              | 駅名                             | 接続路線・備考            | 所在地 | 所在地        |
| 駅番号                      | 日本語            | 繁体字中国語      | 英語                             | 接続路線・備考            | 所在地 | 所在地        |
| --------------------------- | ----------------- | ----------------- | -------------------------------- | ------------------------- | ------ | ------------- |
| BR24                        | 南港展覧館駅      | 南港展覽館站      | Taipei Nangang Exhibition Center | ■藍線                     | 台北市 | 南港区        |
| BR23                        | 南港軟体園区駅    | 南港軟體園區站    | Nangang Software Park            |                           | 台北市 | 南港区        |
| BR22                        | 東湖駅            | 東湖站            | Donghu                           |                           | 台北市 | 内湖区        |
| BR21                        | 葫洲駅            | 葫洲站            | Huzhou                           |                           | 台北市 | 内湖区        |
| BR20                        | 大湖公園駅        | 大湖公園站        | Dahu Park                        |                           | 台北市 | 内湖区        |
| BR19                        | 内湖駅            | 內湖站            | Neihu                            |                           | 台北市 | 内湖区        |
| BR18                        | 文徳駅 (碧湖公園) | 文德站 (碧湖公園) | Wende (Bihu Park)                |                           | 台北市 | 内湖区        |
| BR17                        | 港墘駅            | 港墘站            | Gangqian                         |                           | 台北市 | 内湖区        |
| BR16                        | 西湖駅 (徳明科大) | 西湖站 (德明科大) | Xihu (Takming University)        |                           | 台北市 | 内湖区        |
| BR15                        | 剣南路駅 (美麗華) | 劍南路站 (美麗華) | Jiannan Road (Miramar)           | ■黄線（環状線（計画中）） | 台北市 | 中山区        |
| BR14                        | 大直駅 (実践大学) | 大直站 (實踐大學) | Dazhi (Shih Chien University)    |                           | 台北市 | 中山区        |
| BR13                        | 松山機場駅        | 松山機場站        | Songshan Airport                 | ✈台北松山空港             | 台北市 | 松山区        |
| BR12                        | 中山国中駅        | 中山國中站        | Zhongshan Junior High School     | ■文山線 (直通運転)        | 台北市 | 松山区 中山区 |
| 文山線 動物園駅まで直通運転 |                   |                   |                                  |                           |        |               |

## 車両
VAL256型、CITYFLO650型が、全て4両編成で運行されている。